# Marcus Reichert
Pour les articles homonymes, voir Reichert.
Marcus Reichert, né le 19 juin 1948 à Bay shore, Long Island (États-Unis) et mort le 19 janvier 2022 à Nîmes, est un réalisateur, scénariste, producteur, monteur, acteur et directeur de la photographie américain .

## Filmographie

### comme réalisateur
- 1968 : Silent Sonata
- 1977 : Le Grand Silence (vidéo)
- 1978 : Wings of Ash: Pilot for a Dramatization of the Life of Antonin Artaud
- 1980 : Union City
- 1991 : People (vidéo)
- 1998 : The Seawall Mural (vidéo)

### comme scénariste
- 1968 : Silent Sonata
- 1977 : Le Grand Silence (vidéo)
- 1978 : Wings of Ash: Pilot for a Dramatization of the Life of Antonin Artaud
- 1980 : Union City
- 1998 : The Seawall Mural (vidéo)

### comme producteur
- 1968 : Silent Sonata
- 1977 : Le Grand Silence (vidéo)
- 1978 : Wings of Ash: Pilot for a Dramatization of the Life of Antonin Artaud
- 1998 : The Seawall Mural (vidéo)

### comme monteur
- 1968 : Silent Sonata
- 1977 : Le Grand Silence (vidéo)
- 1991 : People (vidéo)
- 1998 : The Seawall Mural (vidéo)

### comme acteur
- 1980 : Union City : Harry

### comme directeur de la photographie
- 1968 : Silent Sonata